# Lamborghini LM002
El Lamborghini LM002 es un automóvil todoterreno del segmento F producido por el fabricante italiano Lamborghini entre los años 1986 y 1993. Fue conocido como Rambo-Lambo. Fabricado con un motor V12 delantero y tracción total permanente, disponía de cuatro plazas.
El LM002 fue una apuesta novedosa del fabricante Lamborghini, el cual en aquel momento era conocido principalmente por sus automóviles superdeportivos. La carrocería se montaba en la fábrica de Irizar en Ormáiztegui (País Vasco, España), mientras que el chasis y el motor eran montados en Italia.

## Historia
Lamborghini construyó su primer vehículo militar, un prototipo llamado "Cheetah" en 1977, con la esperanza de venderlo al ejército de los Estados Unidos. El prototipo original Cheetah disponía de un motor Chrysler V8 montado en posición trasera. El prototipo original fue destruido durante las pruebas realizadas por el ejército de Estados Unidos, lo que llevó a Lamborghini a desarrollar el LM001, el cual tenía un diseño muy similar al Cheetah, pero montando un motor V8 AMC en vez de Chrysler.
Durante las pruebas del nuevo modelo, se detectó que el motor situado en posición trasera causaba graves problemas de maniobrabilidad en un modelo todoterreno como éste. Para el siguiente prototipo "LMA002", se rediseñó por completo el chasis, cambiando la ubicación del motor (en este caso un V12 procedente del Countach) hasta la parte delantera del vehículo.
Después de un largo periodo de pruebas y modificaciones sobre el prototipo, por fin se le decidió dotar de un número de serie y se convirtió en el primer LM002. El modelo final fue presentado en el Salón del Automóvil de Bruselas de 1986.

## Versiones
Los modelos civiles fueron fabricados con un equipamiento de gran lujo, incluyendo interiores de cuero, cristales tintados, elevalunas eléctricos, un sistema estéreo de gran calidad integrado en el salpicadero y un potente aire acondicionado. Para conseguir unos neumáticos acordes a las necesidades del vehículo, Lamborghini encargó a Pirelli el diseño de unos neumáticos Pirelli Scorpion con un dibujo especial y capacidades run-flat. Este modelo de neumático fue fabricado específicamente para los LM002 y se ofreció con dos dibujos, uno para uso mixto carretera-campo y otro para uso específico en arena. Estos neumáticos tenían capacidad para rodar incluso sin aire y eran los únicos preparados para soportar el calor del desierto, el peso del vehículo y las grandes prestaciones que daba su motor.
La versión civil estaba principalmente orientada a los ricos jeques árabes, siendo el LM002 el vehículo con mejores prestaciones en el desierto gracias a los neumáticos Pirelli Scorpion, al motor V12 procedente de un superdeportivo con un radiador sobredimensionado y a un potentísimo aire acondicionado. Para aquellos clientes con incluso mayores necesidades de potencia, se podía pedir un motor V12 de 7,2 litros habitualmente utilizado para competiciones de lanchas fueraborda.
La versión militar del LM002 omitía la mayor parte de los lujos, pero incluía otra serie de características como los puntos de anclaje para ametralladoras. Rumores nunca confirmados decían que el ejército de Arabia Saudita pidió 40 unidades y que el líder libio Muammar al-Gaddafi encargó 100 LM002 para ser utilizados por el ejército de Libia.